# Stéphane Montanaro
Pour les articles homonymes, voir Montanaro (homonymie).

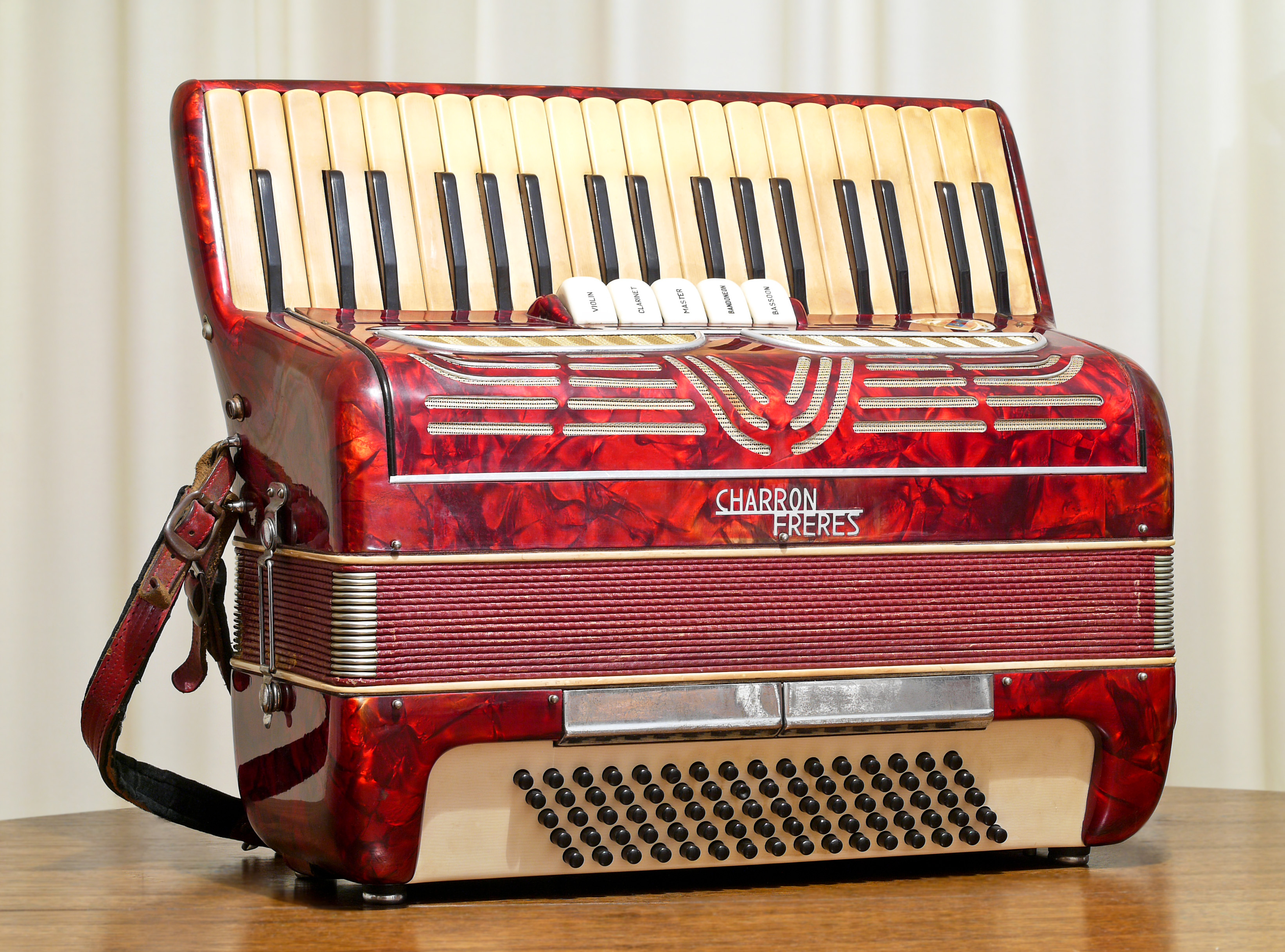
Un accordéon, instrument joué par Stéphan Montanaro

Stéphane ou Stephan Montanaro est un musicien, compositeur et producteur canadien. Il est claviériste et accordéoniste.

## Carrière
Stéphane Montanaro est notamment connu pour avoir joué avec la formation Uzeb, avant que la formation ne se réduise à un trio. D’ailleurs Michel Cusson mentionne dans une interview avec Anil Prasad : « Mon rôle a complètement changé. J’ai aimé tous les claviériste que nous avons eu, incluant Stephan Montanaro, Michel Cyr et Jean Saint-Jacques. Mais quand nous sommes devenus un trio, il y avait plus d’air, d’espace et de chances de s’exprimer. Dans le monde du jazz et du rock, il y a beaucoup de magie dans le format Trio. C’est plus flexible. C’est pourquoi je l’ai beaucoup aimé. »
Il compose et joue également pour Diane Tell, notamment sur son album « On a besoin d’amour », et compose l’album pour enfants « Moi et Fafoin vol.2 ». Il produit l’album « Premières nuits » de Nelson Minville. En 2000, Il fait partie de la nouvelle formation de Michel Cusson pour enregistrer l’album « Camino », où il y joue de l’accordéon. « La musique qu’il nous propose sur cet album s’inspire des folklores d’ailleurs (Italie, Cuba, Europe de l’Est, Moyen-Orient) et d’ici. » Sa composition la plus connue, « Tribecca », apparait sur l’album « Uzeb – Live in Bracknell » et a été reprise par Yannick Rieu sur l’album « L’art du trio ». Il a également joué avec la formation de jazz Quintonal.

## Apparitions

### Évènements
- 1979, Bistro de l’auberge Cheribourg, Mont Orford, Quintonal, Réjean Généreux, Pierre Lafrenaye, Pierre Pilon, Jean-Pierre Zanella[5]
- 1981, Bracknell, Uzeb ,Michel Cusson, Alain Caron, Paul Brochu
- 1982, Expo-Théâtre de la Cité du Havre, Festival international de jazz de Montréal. Uzeb, Michel Cusson, Paul Brochu, Alain Caron[6].
- 1996, Salle Spectrum, Diane Tell, Robbie Macintosh, Sylvain Bolduc, Paul Brochu[7]
- 1996, Spectrum, Michel Cusson, Paul Brochu et Benoît Glazer[8].
- 2000, Église catholique de Saint-Lambert, Concert bénéfice jazz pour la fondation des maladies du cœur du québec, David Chirstiani, Robert Angelillo, Colin Biggin, Pierre Pilon[9]
- 2000, Au vieux clocher de Magog, Michel Cusson, Michel Dubeau, Éric Auclair, Mark Kelso[3]

- 2000, Centre culturel Henri-Lemieux, Camino, Michel Cusson, Michel Dubeau, Éric Auclair, Mark Kenzo.

- 2000, Cabaret du casino de Montréal, Joey Didodo chante Sinatra, Joey Didodo, Michel Velardo, Dan Martel[10]

### Enregistrements[11],[12]
- Live in Bracknell - UZEB (1981)
- Moi et Fafoin (1984)
- Nelson Minville – Premières Nuits (1990) comme producteur
- Make Them Laugh et Tropical Fun sur Happy Stories (1990)
- This Fragile Earth - sur la compilation Oasi (1993)
- Hooker's Corner - sur la compilation Art (1993)
- Mellow in The Night - sur la compilation Lake (1994)
- Camino - Michel Cusson (2000)
- You Can't Hurry Love - sur la compilation 宮本雅夫 - Freaks Vol.1 (2005)